# Hecken (Francia)
Hecken è un comune francese di 447 abitanti situato nel dipartimento dell'Alto Reno nella regione del Grand Est.

## Società

### Evoluzione demografica
Abitanti censiti